# Pyrgomantis
Genre
Pyrgomantis est un genre d'insectes de la famille des Eremiaphilidae (ordre des Mantodea).

## Répartition
Ce genre se rencontre en zone afrotropicale.

## Description
Les espèces de ce genre sont de couleur grise.
La tête, en vue de face, est plus haute que large avec un clypéus frontal non transversal. Elle est allongée et pointue. Elle présente un long prolongement conique sur le vertex,. Les antennes sont courtes et sétacées chez les deux sexes. Les yeux sont oblongs et non proéminents. Les ocelles du mâle sont très grands et ceux de la femelle sont petits. Celui du bas est situé entre les antennes. 
Le pronotum est linéaire et d'égale largeur partout et n'est pas deux fois plus long à l'avant qu'à l'arrière. Le prothorax est oblong, subparallèle à la tête et légèrement plus court. 
Les élytres et les ailes sont hyalines. La membrane anale des élytres est allongée et trois fois plus longue que large. Les mâles sont mésoptéres à brachyptères et les femelles sont microptéres.
Les pattes sont simples et courtes. Les fémurs antérieurs sont armés d'épines discoïdales et ne sont pas deux fois plus longs que l'avant du tibia. Les fémurs intermédiaires et postérieurs ne présentent pas d'épine apicale.
L'abdomen est linéaire.

## Systématique
Le genre Pyrgomantis a été nommé et décrit en 1869 par l'entomologiste allemand Carl Eduard Adolph Gerstäcker avec comme espèce type Pyrgomantis singularis par désignation subséquente.

### Publication originale
- Gerstaecker, A. 1869. Beitrag zur Insekten-Fauna von Zanzibar. No. 11. Orthoptera et Neuroptera. Archiv für Naturgeschichte. 35(1): 201-223. (p. 210)

## Liste des espèces
Selon GBIF (28 janvier 2025) :
- Pyrgomantis bisignata Beier, 1957
- Pyrgomantis congica Giglio-Tos, 1917
- Pyrgomantis curta Beier, 1954
- Pyrgomantis fasciata Giglio-Tos, 1917
- Pyrgomantis jonesi Kirby, 1904
- Pyrgomantis longissima Beier, 1957
- Pyrgomantis mabuia Werner, 1907
- Pyrgomantis mitrata Beier, 1954
- Pyrgomantis nana Sjostedt, 1924
- Pyrgomantis nasuta Thunberg, 1784
- Pyrgomantis ornatipes Bolivar, 1922
- Pyrgomantis pallida Giglio-Tos, 1917
- Pyrgomantis rhodesica Giglio-Tos, 1917
- Pyrgomantis runifera Beier, 1957
- Pyrgomantis signatifrons Beier, 1954
- Pyrgomantis simillima Beier, 1954
- Pyrgomantis singularis Gerstaecker, 1869[3]
- Pyrgomantis wellmani Rehn, 1912[7]